# المركز القومي للبحوث الاجتماعية والجنائية (مصر)
المركز القومي للبحوث الإجتماعية والجنائية هو مركز حكومي بحثي مصري يتبع وزارة التضامن الاجتماعي.

## القوانين والقرارات المنظمة
- قانون رقم 632 لسنة 1955 بشأن إنشاء المعهد القومي للبحوث الجنائية.[4]
- قرار رئيس الجمهورية الصادر في 31 يناير 1957
- قرار رئيس الجمهورية الصادر في 2 نوفمبر 1957.[5]
- قانون رقم 221 لسنة 1959: بشأن إعادة تنظيم المعهد القومي للبحوث الجنائية.[6]
- قانون رقم 221 لسنة 1960: بتعديل القانون رقم 221 لسنة 1959 بإعادة تنظيم المعهد القومي للبحوث الجنائية.[7]
- قانون رقم 141 لسنة 1962: بتعديل القانون رقم 221 لسنة 1959 بإعادة تنظيم المعهد القومي للبحوث الجنائية والإجتماعية.[8]
- قرار رئيس الجمهورية رقم 202 لسنة 1969: بإعتبار المركز القومي للبحوث الإجتماعية والجنائية هيئة عامة ذات شخصية إعتبارية تمارس نشاطاً علميا تتبع وزير الشئون الإجتماعية.[9]

## الرؤية والأهداف
يستهدف المركز النهوض بالبحوث العلمية التي تتناول المسائل الاجتماعية المتصلة بسائر مقومات المجتمع، والمشاكل التي يعاني منها المجتمع المصري؛ وذلك بغرض وضع الأسس اللازمة لسياسات اجتماعية رشيدة، والمساهمة في عملية صنع هذه السياسات على أساس علمي سليم. وللمركز في سبيل تحقيق أهدافه:
- إجراء البحوث والدراسات والإشراف عليها.
- تنظيم الدورات التدريبية.
- نشر البحوث والبيانات العلمية وتبادلها مع الجهات العلمية الأخرى.
- إبداء الرأي في مشروعات القوانين الخاصة بالمسائل الاجتماعية والجنائية.

## الأقسام
ينقسم المركز إلى اربع شعب وهي:

### شعبة المجتمعات والفئات الاجتماعية برنامج بحوث كبار السن
- قسم المجتمعات الريفية والصحراوية
- قسم المجتمعات الحضرية والمدن الجديدة
- قسم السكان والفئات الاجتماعية

### شعبة بحوث مؤسسات وقوى التنمية الاجتماعية
- قسم الاتصال الجماهيري والثقافة.
- قسم بحوث وقياسات الرأي العام.
- قسم التعليم والقوى العاملة.

### شعبة بحوث الجريمة والسياسة الجنائية
- قسم الجريمة
- قسم المعاملة الجنائية

### شعبة البحوث الكيميائية والبيلوجية للمشكلات الاجتماعية
- قسم كشف الجريمة
- قسم المخدرات
- قسم البيئة

## المدراء
- هالة رمضان علي (30 أغسطس 2020- الآن)[10]
- أ.د/ سعاد عبد الرحيم (29 أكتوبر 2017 - 30 أغسطس 2020)
- أ.د/ نسرين البغدادي (20 فبراير 2012- 31 يوليو 2017)
- أ.د/ نجوى خليل (2 يناير 2008- 27 ديسمبر 2011)
- أ.د/ نجوى الفوال (1 سبتمبر 2001- 19 يناير 2008)
- أ.د/ سهير لطفي (1 أغسطس 1996 - 30 أغسطس 2001)
- أ.د ناهد صالح (11 مايو 1985 - 31 يوليو 1996)
- أ.د عماد سلطان (12 مايو 1981 - 11 أبريل 1985)
- أ.د أحمد خليفه (1 أكتوبر 1957 - 1 مايو 1981)